# Las Mesas, Veracruz
Las Mesas är en ort i Mexiko.   Den ligger i kommunen Chacaltianguis och delstaten Veracruz, i den sydöstra delen av landet, 400 km öster om huvudstaden Mexico City. Las Mesas ligger 15 meter över havet och antalet invånare är 568.
Terrängen runt Las Mesas är platt. Runt Las Mesas är det ganska glesbefolkat, med 48 invånare per kvadratkilometer. Närmaste större samhälle är Loma Bonita, 19,3 km sydväst om Las Mesas. Trakten runt Las Mesas består till största delen av jordbruksmark.